# Federico Mueller
Federico A. Mueller (ur. 9 września 1888 w miejscowości Antofagasta) – chilijski lekkoatleta, średniodystansowiec.
Podczas igrzysk olimpijskich w Sztokholmie (1912) odpadł w eliminacyjnym biegu na 800 metrów.

## Rekordy życiowe
- Bieg na 800 metrów – 2:01,0 (1911)